# Aldrovandiopanope
Aldrovandiopanope is een geslacht van kreeftachtigen uit de klasse van de Malacostraca (hogere kreeftachtigen).

## Soort
- Aldrovandiopanope taylori (Garth, 1986)